# Mariana Frenk-Westheim
Mariana Frenk-Westheim (geb. 4. Juni 1898 in Hamburg als Marianne Freund; gest. 24. Juni 2004 in Mexiko-Stadt) war eine deutsch-mexikanische Prosa-Schriftstellerin, Hispanistin, Literaturdozentin und Übersetzerin.
Als Nachfahrin sephardischer Juden aus Spanien emigrierte sie 1930 gemeinsam mit ihrem Mann und ihren zwei Kindern nach Mexiko. 1935 nahm sie die mexikanische Staatsbürgerschaft an. Nach dem Tod ihres ersten Ehemanns 1957 heiratete sie den Kunsthistoriker Paul Westheim, dessen Werke sie ins Spanische übersetzte.
Bekannt wurde sie durch ihre Übersetzungen des mexikanischen Autors Juan Rulfo (Pedro Páramo) ins Deutsche sowie durch ihre Schriftstellerei. Neben ihren Kurzgeschichten veröffentlichte sie zudem Gedichte und Aphorismen, zuletzt 2002 den Gedichtband "Tausend Reime für Große und Kleine. Die Tier- und Dingwelt alphabetisch vorgestellt".

## Werke
- Mariana Frenk-Westheim: Mariposa. Eternidad de lo efímero. Editorial Miguel Ángel Porrúa, Mexiko 1984, ISBN 970-701-428-8.
- Mariana Frenk-Westheim: ...Y mil aventuras ("Und tausend Abenteuer"). Siglo XXI editores, México 2001, ISBN 968-23-2309-6.
- Mariana Frenk-Westheim: Tausend Reime für Große und Kleine. Die Tier- und Dingwelt alphabetisch vorgestellt. Edition XIM Virgenes, Düsseldorf 2002, ISBN 3-934268-16-1.